# Steinheimmens
De Steinheimmens (soms geclassificeerd als Homo steinheimensis) is een individu van het genus Homo waarvan in 1933 een fossiele schedel werd gevonden door Karl Sigrist in een zandgroeve in de Duitse plaats Steinheim an der Murr.
De term H. steinheimensis moet worden opgevat als een verwijzing naar de vindplaats en niet als een soortbeschrijving, een taxon. Tegenwoordig wordt het fossiel meestal beschouwd als een late vorm van Homo heidelbergensis met al enige kenmerken van de neanderthaler.

## Schedel
De schedel was waarschijnlijk van een 24 jaar jonge vrouw, waarvan de hersenvolume tussen de 1100-1200 ml. bedroeg. De ouderdom van de schedel wordt geschat op ongeveer 250.000 tot 300.000 jaar.
De schedel vertoont minder robuuste kenmerken dan de klassieke Homo heidelbergensis, maar heeft evenmin duidelijke neanderthalerkenmerken. Andere skeletvondsten en stenen werktuigen zijn niet aangetroffen. Tot welke mensensoort ze gerekend moet worden blijft nog een open vraag. Hij wordt momenteel door de meeste paleontologen als een overgangsvorm van Homo heidelbergensis naar de neanderthaler gezien.
Sommige kenmerken van het gezicht, en ook de ligging van de schedelbasis vertonen eerder overeenkomsten met Homo sapiens dan met Homo neanderthalensis. Het is duidelijk vlakker dan die van de neanderthalers, en naast de neusopening bevindt zich een inkeping die de neanderthalers niet hebben. Andere moderne kenmerken zijn onder andere een groot voorhoofdsholte, de rechte, uitgebreide partiële botten en de kleine derde molaar. Aan de ronde processus mastoides onder de schedel bij de gehoorgang ontbreken de belangrijke kamvormige beenderen, die bij de neanderthaler gevonden worden.
De tanden zijn van bijzonder belang, omdat ze misschien wel de vroegste bekende sapiens- tanden zijn. De premolaarkroon is symmetrisch van vorm, maar heeft een grote buiten- en een kleine binnenknobbel. De molaren worden van voor naar achter kleiner in omvang. De derde molaar is aanmerkelijk kleiner dan de andere twee. Alle tanden vertonen een zekere mate van taurodontisme (uitgebreide pulpholten). Een verschijnsel, dat ook bij de neanderthaler voorkwam.
Volgens een studie van Hermann Prossinger et al. uit 2003 was de deformatie van de schedel zodanig, dat de conclusie, dat het hier om een jonge vrouw gaat, wellicht onjuist is.

## Doodsoorzaak: Tumor of geweld

### Hersentumor
De jonge vrouw leed aan een hersentumor. Het is de oudste fossiele tumor die tot nu toe gevonden is. De locatie, de grootte van de deuk en de gladde afdruk, alles wijst richting een meningeoom. Meningeomen zijn "goedaardige" woekeringen van het spinnenwebvlies (Arachnoidea mater) van de hersenen. Maar als ze te groot worden, drukken ze in de nauwe schedelholte hersengedeelten ineen, wat hoofdpijn en verlammingsverschijnselen kan veroorzaken. Aan deze tumor is ze niet overleden.
Het is de oudste fossiele tumor die tot nu toe gevonden is.
Het berekende tumorvolume van 29 ml komt overeen met de gemiddelde meningeoomgrootte van circa 30 ml die nu gevonden wordt. Maar door de levensomstandigheden in het Pleistoceen moet de tumor gezien het kleine hersenvolume in die tijd (1100-1200 ml ten opzichte van 1300-1800 ml nu) een flinke druk op het omringende hersenweefsel hebben uitgeoefend met als gevolg de symptomen waaraan de Homo steinheimensis geleden kan hebben.

### Geweld
De grote schade aan de linker voorkant van de schedel doet vermoeden dat de vrouw met een stomp wapen werd gedood. Het hoofd werd vervolgens van de romp gescheiden en de occipitale opening aan de onderkant van de schedel werd sterk vergroot om de hersenen te bereiken, zodat deze opgegeten konden worden. Microscopisch sporenondezoek toont echter aan, dat er geen sporen van menselijk ingrijpen te constateren vallen.

## Afbeeldingen

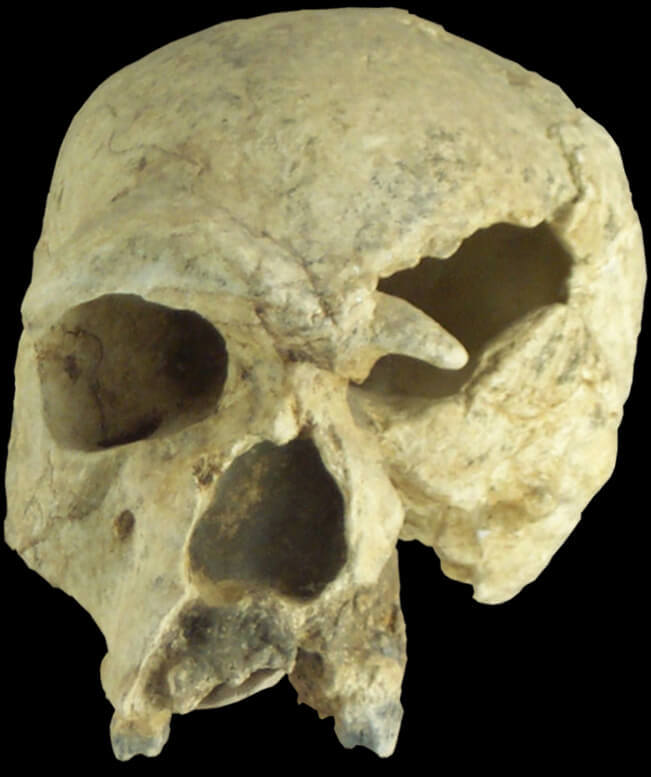
Steinheimer schedel van een jonge vrouw
CT-scan met versterkt contrast van hersenen, die een meningeoom laat zien (zie rechterkant van de schedel)